# Reba McEntire

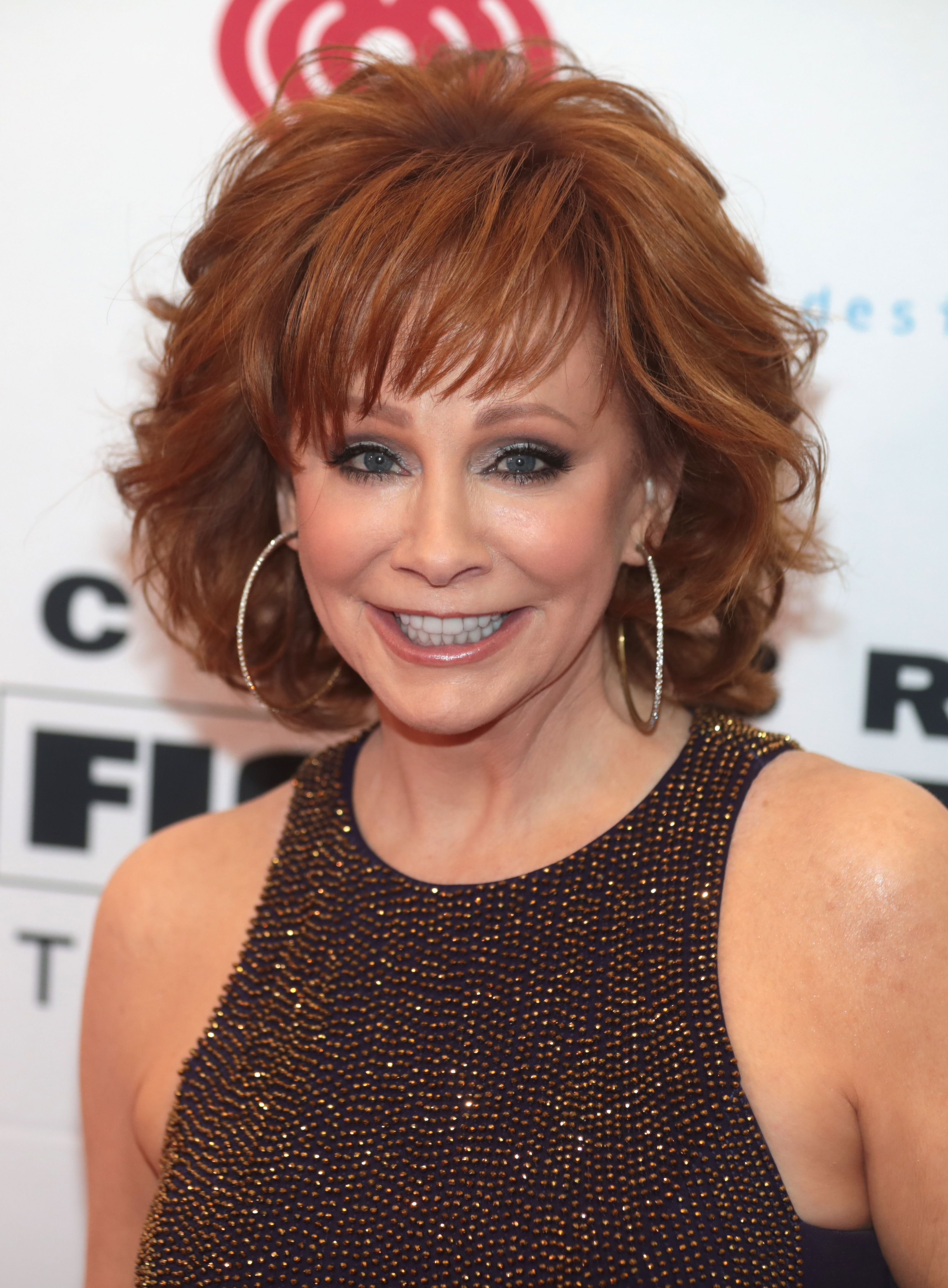
Reba McEntire (2019)

Reba Nell McEntire (* 28. März 1955 in McAlester, Oklahoma) ist eine US-amerikanische Country-Sängerin und Schauspielerin. Sie ist seit 1976 als Künstlerin tätig, hatte 25 Nummer-1-Hits in den Country-Charts, veröffentlichte 32 Studioalben, die teilweise sowohl in den Country- als auch in den Pop-Charts vertreten waren, und hat mehr als 80 Millionen Tonträger verkauft.
Sie wurde mit 74 Awards ausgezeichnet, darunter auch für ihre schauspielerischen Tätigkeiten. Bei den Grammy Awards 1987 erhielt sie den Grammy Award for Best Female Country Vocal Performance, 1994 den Grammy Award for Best Country Collaboration with Vocals und 2018 einen Grammy für das Beste Roots-Gospel-Album. Zudem wurde sie 2018 mit dem Kennedy-Preis ausgezeichnet.

## Biografie

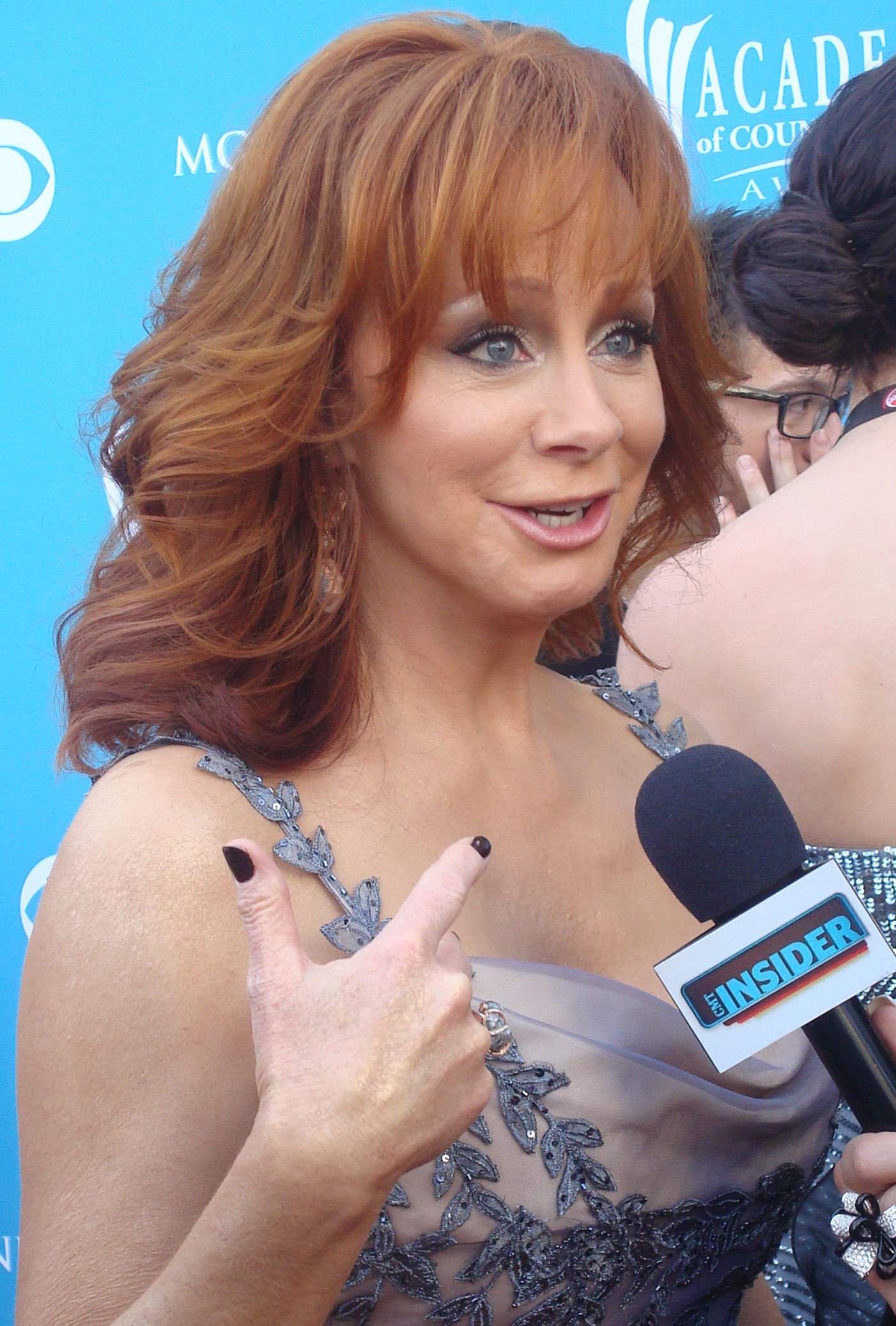
Reba McEntire (2010)

Reba McEntires Vater ist der Rodeoreiter Clark McEntire, sie hat zwei Schwestern und einen Bruder, mit denen sie 1969 die Kiowa High School Cowboy Band gründete. Die Gruppe verkaufte 1971 von ihrem lokalen Hit The Ballad of John McEntire 1000 Schallplatten.
McEntire schloss die High School im Juni 1973 ab und schrieb sich an der Southeastern Oklahoma State University ein. Sie war außerdem in die Fußstapfen ihres Vaters getreten und nahm an Rodeowettbewerben teil. Am 10. Dezember 1974 sang sie während eines im Kabelfernsehen übertragenen Rodeofinales in Oklahoma City die amerikanische Nationalhymne. Red Steagall hörte sie, war beeindruckt von ihrer Stimme und lud sie nach Nashville zur Produktion eines Demobandes ein. Ende 1975 erhielt McEntire einen Plattenvertrag bei Mercury Records. Ihre erste Single I Don’t Want to Be a One Night Stand erreichte im Mai 1976 Platz 88 in den Billboard-Country-Charts.
Im Dezember desselben Jahres schloss sie ihr Studium als Lehrerin ab. Sie veröffentlichte einige weitere wenig erfolgreiche Singles, und im April 1977 erschien ihr Debütalbum Reba. Im September trat McEntire zum ersten Mal in der Grand Ole Opry auf. Ihren ersten Top-Ten-Hit hatte sie im August 1980 mit (You Lift Me) Up to Heaven und erst 1982 gelang ihr mit Can’t Even Get the Blues ihr erster Nummer-1-Hit. In der Folgezeit spielte sie im Vorprogramm der Statler Brothers und arbeitete mit Künstlern wie Conway Twitty, Ronnie Milsap und Mickey Gilley. Im Oktober 1983 wechselte sie zu MCA Records und wurde zu einer der populärsten Künstlerinnen des Jahrzehnts. Zwischen 1985 und 1992 hatte sie 24 Singles in den Top Ten und 14 Nummer-1-Titel.
Im März 1991 starben acht von McEntires Bandmitgliedern bei einem Flugzeugabsturz. Das Unglück bezeichnete die Sängerin noch Jahre später als das Schwierigste, das sie in ihrem Leben durchstehen musste. Ihr im selben Jahr veröffentlichtes Album For My Broken Heart reflektierte ihren Gemütszustand und enthielt ausschließlich melancholische Lieder. Das Album erhielt sehr gute Kritiken, manche nennen es das beste Album ihrer Karriere.
In den 1990er Jahren hielt McEntires Erfolg weiter an. 2004 hatte sie erneut einen Nummer-1-Hit mit Somebody. 2007 konnte sie sich mit einem Duett mit Kelly Clarkson Because of You auf Nummer 2 platzieren. Zum ersten Mal in ihrer Karriere erreichte das dazugehörige Album Reba: Duets bereits in der ersten Woche Platz 1 in den Billboard 200 in den beiden Kategorien Pop- und Country-Alben-Charts. Auch das Album Keep On Loving You aus dem Jahr 2009 erreichte erneut in beiden Charts den ersten Platz.
Seit 2015 tritt McEntire gemeinsam mit dem Country-Duo Brooks & Dunn und der Show Together in Vegas im Caesars Palace in Las Vegas auf. Mit Brooks & Dunn hatte sie bereits 1998 einen Nummer-eins-Hit (If You See Him/If You See Her) in den Country-Charts.
Ab Januar 2018 war McEntire in mehreren Werbespots der Fast-Food-Kette Kentucky Fried Chicken als erster weiblicher Colonel Sanders zu sehen. Ihr Auftritt als Dragking wurde von einigen Rechten kritisiert. Bei der Grammy-Verleihung 2018 wurde McEntire zum dritten Mal in ihrer Karriere geehrt. Nach Country-Auszeichnungen in den Jahren 1987 und 1994 konnte sie dieses Mal einen Preis in Kategorie „Roots Gospel“ für das Album Sing It Now: Songs of Faith & Hope in Empfang nehmen.
Beim 58. Super Bowl 2024 sang sie die US-amerikanische Nationalhymne.

### Schauspielerin
1989 gab McEntire ihr Filmdebüt als Schauspielerin in Tremors – Im Land der Raketenwürmer, zu dessen Soundtrack sie Why Not Tonight? beisteuerte. Anschließend wirkte sie in den Filmen Maverick – Den Colt am Gürtel, ein As im Ärmel, North, Die kleinen Superstrolche und Eine Nacht bei McCool’s mit. 2002 gewann sie den People’s Choice Award für ihre Comedy-Serie Reba, die in Deutschland ab Oktober 2005 auf RTL gezeigt wurde. Die Serie wurde in Deutschland nach der zweiten Staffel eingestellt, in den USA lief sie in sechs Staffeln bis Februar 2007. Seit Oktober 2009 wurde die Serie Reba auf Super-RTL wieder ausgestrahlt und ab Folge 9 der 2. Staffel fortgesetzt.
Außerdem wurde McEntire für ihre Rolle als Heather Gummer in Tremors für den Golden Globe als „Beste Nebendarstellerin“ nominiert. Dennoch spielte sie 1996 in der Fortsetzung Tremors 2 – Die Rückkehr der Raketenwürmer nicht mit, da sie sich auf Welttournee befand. 2012 kehrte sie mit einer Hauptrolle in der ABC-Serie Malibu Country zurück ins Fernsehen. Die Serie wurde nach 18 Folgen eingestellt.

## Privat
Im Juni 1976 heiratete McEntire Charles „Charlie“ Battles, der auch ihr Manager war. Die Ehe wurde 1987 geschieden. 1989 heiratete sie ihren Road-Manager und Steel-Gitarristen Narvel Blackstock, der drei Kinder mit in die Ehe brachte und mit dem sie einen 1990 geborenen Sohn, Shelby Blackstock, hat. Die Ehe wurde 2015 geschieden. 2020 gab sie ihre Beziehung mit dem Schauspieler Rex Linn bekannt. Ihr Stiefsohn Brandon Blackstock heiratete im Oktober 2013 die Sängerin Kelly Clarkson, die mit McEntire bereits mehrfach im Duett gesungen hat.
McEntire hat zwei Geschwister, die ebenfalls im Musikgeschäft sind. Ihr älterer Bruder Pake McEntire hatte in der zweiten Hälfte der 1980er Jahre ein paar Hits in den Country-Charts. Ihre jüngere Schwester Susie Luchsinger nahm eine Reihe von Alben zwischen Country und christlicher Pop-Musik auf.

## Diskografie
Studioalben

| Jahr | Titel Musiklabel                                                                 | Höchstplatzierung, Gesamtwochen, AuszeichnungChartplatzierungen (Jahr, Titel, Musiklabel, Platzierungen, Wochen, Auszeichnungen, Anmerkungen) | Höchstplatzierung, Gesamtwochen, AuszeichnungChartplatzierungen (Jahr, Titel, Musiklabel, Platzierungen, Wochen, Auszeichnungen, Anmerkungen) | Höchstplatzierung, Gesamtwochen, AuszeichnungChartplatzierungen (Jahr, Titel, Musiklabel, Platzierungen, Wochen, Auszeichnungen, Anmerkungen) | Anmerkungen                              |
| Jahr | Titel Musiklabel                                                                 | US | Country | CA | Anmerkungen                              |
| ---- | -------------------------------------------------------------------------------- | --- | --- | --- | ---------------------------------------- |
| 1977 | Reba McEntire PolyGram/Mercury                                                   | — | — | — | Erstveröffentlichung: 15. August 1977    |
| 1979 | Out of a Dream PolyGram/Mercury                                                  | — | — | — | Erstveröffentlichung: 27. August 1979    |
| 1980 | Feel the Fire PolyGram/Mercury                                                   | — | — | — | Erstveröffentlichung: 6. Oktober 1980    |
| 1981 | Heart to Heart PolyGram/Mercury                                                  | — | Country42 (24 Wo.)Country | — | Erstveröffentlichung: 17. August 1981    |
| 1982 | Unlimited PolyGram/Mercury                                                       | — | Country22 (50 Wo.)Country | — | Erstveröffentlichung: 14. Juni 1982      |
| 1983 | Behind the Scene PolyGram/Mercury                                                | — | Country36 (14 Wo.)Country | — | Erstveröffentlichung: 15. August 1983    |
| 1984 | Just a Little Love MCA                                                           | — | Country23 (28 Wo.)Country | — | Erstveröffentlichung: 2. April 1984      |
| 1984 | My Kind of Country MCA                                                           | US— GoldUS | Country13 (46 Wo.)Country | — | Erstveröffentlichung: 15. Oktober 1984   |
| 1985 | Have I Got a Deal for You MCA                                                    | US— GoldUS | Country27 (34 Wo.)Country | — | Erstveröffentlichung: 10. Juni 1985      |
| 1986 | Whoever’s in New England MCA                                                     | US— PlatinUS | Country1 (75 Wo.)Country | — | Erstveröffentlichung: 10. Februar 1986   |
| 1986 | What Am I Gonna Do About You MCA                                                 | US— GoldUS | Country1 (53 Wo.)Country | — | Erstveröffentlichung: 2. September 1986  |
| 1987 | The Last One to Know MCA                                                         | US102 Platin · (20 Wo.)US | Country3 (51 Wo.)Country | — | Erstveröffentlichung: 7. September 1987  |
| 1987 | Merry Christmas To You MCA                                                       | US— ×2DoppelplatinUS | Country72 (4 Wo.)Country | — | Erstveröffentlichung: 27. November 1987  |
| 1988 | Reba MCA                                                                         | US118 Platin · (10 Wo.)US | Country1 (74 Wo.)Country | — | Erstveröffentlichung: 25. April 1988     |
| 1989 | Sweet Sixteen MCA                                                                | US78 Platin · (18 Wo.)US | Country1 (62 Wo.)Country | — | Erstveröffentlichung: 1. Mai 1989        |
| 1990 | Rumor Has It MCA                                                                 | US39 ×3Dreifachplatin · (89 Wo.)US | Country2 (132 Wo.)Country | CA— PlatinCA | Erstveröffentlichung: 4. September 1990  |
| 1991 | For My Broken Heart MCA                                                          | US13 ×4Vierfachplatin · (80 Wo.)US | Country3 (113 Wo.)Country | CA— PlatinCA | Erstveröffentlichung: 1. Oktober 1991    |
| 1992 | It’s Your Call MCA                                                               | US8 ×3Dreifachplatin · (56 Wo.)US | Country1 (83 Wo.)Country | CA— PlatinCA | Erstveröffentlichung: 15. Dezember 1992  |
| 1994 | Read My Mind MCA                                                                 | US2 ×3Dreifachplatin · (83 Wo.)US | Country2 (115 Wo.)Country | CA— PlatinCA | Erstveröffentlichung: 26. April 1994     |
| 1995 | Starting Over MCA                                                                | US5 Platin · (38 Wo.)US | Country1 (54 Wo.)Country | CA— PlatinCA | Erstveröffentlichung: 3. Oktober 1995    |
| 1996 | What If It's You MCA                                                             | US15 ×2Doppelplatin · (42 Wo.)US | Country1 (79 Wo.)Country | CA— GoldCA | Erstveröffentlichung: 5. November 1996   |
| 1998 | If You See Him MCA Nashville                                                     | US8 Platin · (30 Wo.)US | Country2 (68 Wo.)Country | CA— GoldCA | Erstveröffentlichung: 2. Juni 1998       |
| 1999 | The Secret of Giving: A Christmas Collection MCA Nashville                       | US85 Gold · (9 Wo.)US | Country10 (17 Wo.)Country | — | Erstveröffentlichung: 21. September 1999 |
| 1999 | So Good Together MCA Nashville                                                   | US28 Platin · (40 Wo.)US | Country5 (90 Wo.)Country | — | Erstveröffentlichung: 23. November 1999  |
| 2003 | Room to Breathe MCA Nashville                                                    | US25 Platin · (34 Wo.)US | Country4 (104 Wo.)Country | — | Erstveröffentlichung: 18. November 2003  |
| 2007 | Reba: Duets MCA Nashville                                                        | US1 Platin · (51 Wo.)US | Country1 (78 Wo.)Country | CA4 (9 Wo.)CA | Erstveröffentlichung: 18. September 2007 |
| 2009 | Keep On Loving You Starstruck/Valory                                             | US1 Gold · (46 Wo.)US | Country1 (71 Wo.)Country | CA4 (2 Wo.)CA | Erstveröffentlichung: 18. August 2009    |
| 2010 | All the Women I Am Starstruck/Valory                                             | US7 (20 Wo.)US | Country3 (63 Wo.)Country | CA14 (1 Wo.)CA | Erstveröffentlichung: 9. November 2010   |
| 2015 | Love Somebody Starstruck/Nash Icon                                               | US3 (10 Wo.)US | Country1 (36 Wo.)Country | CA6 (2 Wo.)CA | Erstveröffentlichung: 14. April 2015     |
| 2016 | My Kind of Christmas Cracker Barrel/Nash Icon/Starstruck                         | US39 (12 Wo.)US | Country7 (23 Wo.)Country | CA62 (4 Wo.)CA | Erstveröffentlichung: 2. September 2016  |
| 2017 | Sing It Now: Songs of Faith & Hope Capitol Christian/Rockin' R Records/Nash Icon | US4 (12 Wo.)US | Country1 (15 Wo.)Country | CA23 (2 Wo.)CA | Erstveröffentlichung: 3. Februar 2017    |
| 2019 | Stronger Than the Truth Big Machine                                              | US22 (2 Wo.)US | Country4 (3 Wo.)Country | — | Erstveröffentlichung: 5. April 2019      |
| 2023 | Not That Fancy Big Machine                                                       | US122 (1 Wo.)US | Country25 (1 Wo.)Country | — | Erstveröffentlichung: 6. Oktober 2023    |

## Filmografie (Auswahl)
- 1990: Tremors – Im Land der Raketenwürmer (Tremors)
- 1993: Unser Coach ist der Beste (TV)
- 1994: Maverick
- 1994: North
- 1994: Die kleinen Superstrolche
- 1995: Buffalo Girls
- 1997: Diagnose: Mord (Diagnosis Murder)
- 2001: Eine Nacht bei McCool’s (One Night at McCool’s)
- 2001–2007: Reba
- 2012–2013: Malibu Country
- 2015: Last Man Standing (1 Folge)
- 2020–2022: Young Sheldon (Fernsehserie, 6 Folgen)
- 2021: Barb and Star Go to Vista Del Mar
- 2022: Big Sky (Fernsehserie, 9 Folgen)